# Gnamptogenys petiscapa
Gnamptogenys petiscapa är en myrart som beskrevs av John E. Lattke 1990. Gnamptogenys petiscapa ingår i släktet Gnamptogenys och familjen myror. Inga underarter finns listade i Catalogue of Life.